# Say I
Say I – singel z trzeciego studyjnego albumu amerykańskiej wokalistki Christiny Milian zatytułowanego So Amazin' i wydanego w 2006 roku. Utwór zbudowano na samplu piosenki „Clean Up Your Own Yard” Jackie Moore. Gościnnie wystąpił w nim raper Young Jeezy.

## Lista utworów
Singel CD
1. „Say I” (Radio Edit)
2. „Say I” (Hani „Say I” extended Remix)

Maxi CD
1. „Say I” (Radio Edit)
2. „Say I” (Maurice Say No Remix)
3. „Say I” (Hani „Say I” Dub)
4. „Say I” (Instrumental)

## Listy przebojów
| Lista (2006)                         | Pozycja |
| ------------------------------------ | ------- |
| U.S. Billboard Hot 100               | 21      |
| U.S. Billboard Pop 100               | 25      |
| U.S. Billboard Hot R&B/Hip-Hop Songs | 13      |
| U.S. Billboard Hot Dance Club Play   | 4       |
| Brytyjska Singles Chart              | 4       |
| Irlandzka Singles Chart              | 15      |
| Niemiecka Singles Chart              | 38      |
| Australijska ARIA Singles Chart      | 45      |
| Austriacka Singles Chart             | 64      |
| Belgijska Singles Chart              | 42      |
| Holenderska Singles Chart            | 74      |
| Szwajcarska Singles Chart            | 23      |